# 2024년 하계 올림픽 바하마 선수단
2024년 하계 올림픽 바하마 선수단은 2024년 7월 26일부터 8월 11일까지 프랑스 파리에서 열리는 2024년 하계 올림픽에 참가한 올림픽 바하마 선수단이다. 바하마는 미국이 주도한 보이콧에 동참하여 불참한 1980년 대회를 제외하고 18회 연속으로 하계 올림픽에 출전하게 된다.

## 출전 선수
| 종목 | 남자 | 여자 | 전체 |
| ---- | ---- | ---- | ---- |
| 수영 | 1    | 1    | 2    |
| 육상 | 9    | 7    | 16   |
| 전체 | 10   | 8    | 18   |

## 메달 집계
| 종목 | 1 | 2 | 3 | 합계 |
| 종목 | ' | ' | ' | '    |
| 종목 | ' | ' | ' | '    |
| 종목 | ' | ' | ' | '    |
| 합계 | ' | ' | ' | '    |

## 같이 보기
- 2024년 하계 올림픽